# Bonaventura Cerretti
Bonaventura Cerretti, italijanski rimskokatoliški duhovnik, škof in kardinal, * 17. junij 1872, Comune de Bardono, † 8. maj 1933, Rim.

## Življenjepis
31. marca 1895 je prejel duhovniško posvečenje.
15. aprila 1914 je bil imenovan za naslovnega nadškofa traškega Filipopolisa in 10. maja za naslovnega nadškofa Korinta; 19. julija istega leta je prejel škofovsko posvečenje. 5. oktobra 1914 je postal apostolski delegat v Avstraliji.
6. maja 1917 je postal tajnik v Rimski kuriji in 20. maja 1921 je postal apostolski nuncij v Franciji.
14. decembra 1925 je bil povzdignjen v kardinala in imenovan za kardinal-duhovnika S. Cecilia.
12. oktobra 1931 je postal prefekt Apostolske signature in 13. marca 1933 kardinal-škof Velletrija e Segnija.